# Província de l'Alto Magdalena
La província de l'Alto Magdalena és una regió del departament de Cundinamarca, Colòmbia, formada per vuit municipis i una població de 152.271 habitants el 2005.
Està formada pel municipi de Girardot, la seva capital, que compta amb una població de 95.496 habitants. i també pels municipis d'Agua de Dios, Jerusalén, Nariño, Tocaima, Guataquí, Nilo i Ricaurte.
La província de l'Alto Magdalena està banyada per la zona alta del Riu Magdalena de Cundinamarca i gaudeix d'una temperatura mitjana de 23 °C a 35 °C. Té una superfície de 4.045 km² i una població de 600.000 habitants. Limita al Nord amb la província de Magdalena Centro; al sud amb el riu Magdalena i el departament del Tolima; a l'est amb les províncies del Tequendama i la província del Sumapaz; i a l'oest amb el riu Magdalena i el departament del Tolima.